# عبدالحمید کشک
عبدالحمید کشک (عربی: عبد الحميد كشك)؛ (زاده: ۱۰ مارس ۱۹۳۳ – درگذشته: ۶ دسامبر ۱۹۹۶) یکی از محققان اسلامی و مصری ملقب به نگهبان جنبش اسلامی بود. وی یکی از معروف‌ترین خطیب‌های قرن بیستم در جهان عرب و اسلامی بود. او در طی چهل سال سخن گفت بیش از ۲۰۰۰ خطبه ثبت شده دارد، بدون اینکه حتی یک اشتباه در زبان عربی داشته باشد.

## حیات و زندگی علمی
عبدالحمید بن عبدالعزیز کشک در شبراخیت در استان البحیره در روز جمعه ۱۰ مارس ۱۹۳۳ متولد شد، وی در حالی که ۱۰ سال بیشتر نداشت قرآن را حفظ کرده بود. سپس به مؤسسه دینی در اسکندریه پیوست و در سال دوم متوسطه تقدیرنامه‌ای دریافت نمود و پس از آن به دانشکده الهیات در دانشگاه الازهر پیوست.
او در سال ۱۹۵۷ در دانشکده الهیات دانشگاه الازهر در قاهره به عنوان مدرس دانشگاه منصوب شد، اما تنها یک سخنرانی برای دانشجویان داشت و پس از آن، خواستار حرفهٔ تدریس در دانشگاه شد. وی دردرون خود بدنبال همان منابری بود که در سن ۱۲ سالگی در افکارش پی می‌گرفت. بنحوی که یکبار وقتی که خطیب روستا حضور نداشت او خودش برای مردم خطبه‌ای ایراد کرده بود که در آن تقاضای برابری و محبت در میان مردم و حتی خواستار دارو و لباس برای مردم روستا کرده بود که توجه مردم را به خودش جلب کرده بود.
پس از فارغ‌التحصیلی از دانشکدهٔ اصول دین، او مجوز تدریس را به‌طور ویژه دریافت کرد و سپس به عنوان واعظ در مسجد الطحان در منطقه الشرابیه قاهره خدمت می‌کرد. سپس به مسجد منوفی در شرابیه رفت و در سال ۱۹۶۲ امامت و سخنرانی در مسجد عین الحیات، در خیابان مصر و سودان در منطقه حدائق القبة قاهره را برعهده گرفت.

## دوران زندان
او در سال ۱۹۶۵ دستگیر شد و به مدت دو سال و نیم در آنجا باقی ماند، که در طی آن بین زندانهای طره و ابو زعبل و قلعه و زندان نظامی جابجا می‌شد. علی‌رغم اینکه وی کور بود اما مورد شکنجه قرار گرفت ولی با این حال کار خود را به عنوان یک امام جماعت مسجد عین الحیات ادامه می‌داد.
در سال ۱۹۷۲ او شروع به تکرار خطبه‌های خود کرد و در نماز با حضور تعداد زیادی از نمازگزاران شرکت نمود. از سال ۱۹۷۶ به ویژه پس از معاهده کمپ دیوید با حاکمیت وقت درگیر شد، که در آن دولت به خیانت به اسلام نشر فساد در مصر متهم شده بود. او ۵ سپتامبر ۱۹۸۱ با تعدادی از مخالفان سیاسی دستگیر شد و در سال ۱۹۸۲ آزاد گردید ولی او را از سخنرانی و بازگشت به مسجد منع نمودند در جریان این دستگیری شکنجه‌های وحشتناک بر او اعمال شد که آثار آن بر تمام بدن دیده می‌شد و قسمت سمت چپ بدنش نیز معلول شد.

## در زمینه تفسیر قرآن
عبدالحمید کشک ۱۰۸ جلد کتاب از خود باقی گذاشت که در آنها همه شیوه‌های کار و تحصیل اسلامی را مورد بررسی قرار می‌دهد. نوشته‌های او توسط دانشمندان مدرن به عنوان مفاهیم اسلام و نیازهای مردم وصف شده‌است. او کتابی با ده جلد داشت، که در آن تفسیر قرآن کریم به‌طور کامل آمده بود و توضیحاتی از جنبه‌های نبوی قرآن کریم در آن هست.
عبدالحمید کاشک، زمانی که به سن سیزده سالگی رسید یک چشم خود را از دست داد و در سن هفده سالگی چشم دیگرش نیز نابینا شد و در مورد او، همان گونه که ابن‌عباس گفت می‌گویند:
«اگر خدا نور را از چشمهایم برگیرد، در قلب و ذهنم نوری از آنها هست تا من آنها را روشن کنم.»

## درگذشت
او در روز جمعه ۶ دسامبر ۱۹۹۶، در سن ۶۳ سالگی درگذشت.